# 穎鼠屬
穎鼠屬（Neotomys ebriosus），哺乳綱、囓齒目、倉鼠科的一屬，而與穎鼠屬（穎鼠）同科的動物尚有加拉帕戈斯稻鼠屬（山稻鼠）、食魚鼠屬（食魚鼠）、火山鼠屬（火山鼠）、林鼠屬（白喉林鼠）等之數種哺乳動物。